# 帕拉冈 (印第安纳州)
帕拉冈（Paragon）是美国印第安纳州门罗县的一个镇，面积0.7平方公里。根据2000年美国人口普查，共有663人，其中白人占99.7%。